# Menuet sur le nom de Haydn
Il Menuet sur le nom de Haydn è una composizione per pianoforte scritta da Maurice Ravel nel 1909.

## Storia
Nel 1909 la Revue Musicale decise di dedicare un numero speciale per celebrare Franz Joseph Haydn a cento anni dalla morte. Il direttore della rivista, Jules Écorcheville, rivolse esplicita richiesta a sei compositori. Claude Debussy scrisse per l'occasione il suo Hommage à Haydn, Paul Dukas un Prélude élégiaque sur le nom de Haydn, Vincent d'Indy un suo Menuet, Reynaldo Hahn un Thème varié e l'organista Charles-Marie Widor compose per l'occasione una Fuga.
Nel mese di settembre Ravel scrisse il Menuet sur le nom de Haydn che fu pubblicato, con tutte le altre composizioni, sulla Revue Musicale nel numero speciale del 15 gennaio 1910 con il semplice titolo di Menuet; l'editore Durand pubblicò il brano poi, separatamente, lo stesso anno con il titolo con cui è noto di Menuet sur le nom de Haydn.

La prima esecuzione del brano avvenne a Parigi l'11 marzo 1911 ai concerti della Société Nationale de Musique alla Salle Pleyel con Ennemond Trillat al pianoforte, unitamente alle composizioni scritte dagli altri autori.
Jacques Charlot realizzò poco tempo dopo una trascrizione per pianoforte a quattro mani. Charlot, nipote dell'editore Durand e amico di Ravel, cadde al fronte nel 1915  e fu uno dei dedicatari de Le tombeau de Couperin.

## Analisi
Ravel, utilizzando una metologia che userà ancora nel 1922 per scrivere la Berceuse sur le nom de Gabriel Fauré, compose il Menuet costruendo un motivo sulla trasposizione in note del nome del compositore austriaco, secondo un procedimento già utilizzato da Johann Sebastian Bach in diverse occasioni. Il metodo usa la corrispondenza fra le note e le lettere dell'alfabeto nella nomenclatura tedesca secondo cui il Si naturale corrisponderebbe alla lettera H, diversamente dall'inglese in cui l'abbinamento è con la lettera B. Il tema, molto semplice, di sole cinque note, Si La Re Re Sol, viene utilizzato da Ravel nelle 56 battute del brano ripetendole a volte in forma retrograda o retrograda inversa.
Il pezzo, molto breve, solo due minuti di esecuzione, è un lavoro gradevole ed elegante, ma ha l'aspetto di una semplice composizione d'occasione, lontana dai risultati della contemporanea Ma Mère l'Oye o dei successivi Valses nobles et sentimentales.